# Typhis
Typhis is een geslacht van weekdieren uit de klasse van de Gastropoda (slakken).

## Soorten
- Typhis aculeatus Vella, 1961 †
- Typhis adventus Vella, 1961 †
- Typhis bantamensis Oostingh, 1933 †
- Typhis chattonensis Maxwell, 1971 †
- Typhis clifdenensis Vella, 1961 †
- Typhis coronarius Deshayes, 1865 †
- Typhis cuniculosus Duchâtel in Bronn, 1848 †
- Typhis fistulosus (Brocchi, 1814) †
- Typhis francescae Finlay, 1924 †
- Typhis gabbi Brown & Pilsbry, 1911 †
- Typhis hebetatus Hutton, 1877 †
- Typhis phillipensis Watson, 1883
- Typhis planus Vella, 1961 †
- Typhis ramosus Habe & Kosuge, 1971
- Typhis sejunctus Semper, 1861 †
- Typhis trispinosus (Houart, 1991)
- Typhis tubifer Bruguière, 1792 †
- Typhis wellsi Houart, 1985
- Typhis westaustralis Houart, 1991